# Superammasso della Vergine-Chioma
Il Superammasso della Vergine-Chioma (SCl 111) è un superammasso di galassie la cui posizione è distribuita nelle costellazioni della Vergine e della Chioma di Berenice.
Il suo centro è situato a 230 milioni di parsec dalla Terra (circa 750 milioni di anni luce).
È formato dagli ammassi di galassie Abell 1262, Abell 1307, Abell 1337, Abell 1358, Abell 1385, Abell 1390, Abell 1424, Abell 1459, Abell 1474, Abell 1516, Abell 1526, Abell 1527, Abell 1541, Abell 1552, Abell 1564.